# Protestantyzm na Ukrainie
Protestantyzm na Ukrainie – reprezentowany jest przez niemal wszystkie istniejące na świecie protestanckie wyznania. W roku 2010 łączna liczba protestantów w tym kraju wynosiła ponad milion wiernych, co stanowi 2,4% ukraińskiego społeczeństwa. Prawie połowę wszystkich protestantów na Ukrainie stanowią baptyści. Zgodnie z magazynem Christianity Today, Ukraina stała się nie tylko „pasem biblijnym” Europy Wschodniej, ale swoistym „ośrodkiem życia zborów, edukacji i misji ewangelicznego chrześcijaństwa”. Obecnie Ukraina stanowi zaplecze ewangelicznego protestantyzmu dla wszystkich krajów byłego Związku Radzieckiego, w których do dziś istnieją ograniczenia prawne w działalności związków wyznaniowych. Kraje te korzystają z wydawanej na Ukrainie literatury protestanckiej (m.in. prasy), szkolą w tym kraju swoich liderów zborowych oraz otrzymują pomoc w postaci misjonarzy i wsparcia dla działań ewangelizacyjnych. Protestanci ukraińscy w porównaniu do swych zachodnich współwyznawców są bardziej konserwatywni zarówno w doktrynie, jak i kwestiach moralnych.
Największymi wyznaniami protestanckimi na Ukrainie są:
- baptyści – 500 tysięcy wiernych,
- zielonoświątkowcy – 400 tysięcy wiernych[2],
- adwentyści – 100 tysięcy wiernych.

Część ukraińskich protestantów wyemigrowała do Stanów Zjednoczonych, gdzie odgrywa ważną rolę w lokalnych przedsięwzięciach społecznych, np. odbudowie domów zniszczonych przez Huragan Katrina.

## Pierwszy ukraiński Festiwal Nadziei
W dniach 6-7 lipca 2007 r. na Olimpijskim Stadionie Narodowym w Kijowie odbył się „Festiwal Nadziei” – masowa protestancka akcja ewangelizacyjna, której bezpośrednimi uczestnikami było 40 tysięcy Ukraińców zgromadzonych na stadionie. Głównym mówcą podczas Festiwalu był słynny amerykański ewangelizator i baptystyczny misjonarz Franklin Graham, syn światowej sławy pastora i ewangelisty Billy’ego Grahama. Zgromadzeni podczas festiwalu mogli posłuchać świadectw nawróceń i życia z Bogiem z ust znanych sportowców, gwiazd kultury, aktywistów religijnych oraz polityków różnych narodowości, którzy są ewangelicznymi chrześcijanami. Oprawę muzyczną Festiwalu wzbogaciły występy chórów, solistów, liderów uwielbienia oraz zespołów uwielbieniowych z różnych krajów – Ukrainy, Rosji, Białorusi, Mołdawii oraz Stanów Zjednoczonych. Równocześnie odbywała się transmisja na żywo Festiwalu do 75 ośrodków rozsianych po całej Ukrainie, gdzie możliwe było bezpłatne oglądanie Festiwalu.

## Geneza i początki protestantyzmu na obecnym terenie państwa Ukraina
Jeszcze przed wybuchem reformacji na obecnych ziemiach ukraińskich istniały ruchy o charakterze protestanckim. Byli to głównie husyci. Protestantyzm pojawił się w tym kraju w latach 30. i 40. XVI wieku. Pierwszy protestancki zbór stworzyli w 1536 r. anabaptyści we Włodzimierzu, znajdującym się wówczas na terenie Rzeczypospolitej. W latach 40. swoją działalność rozpoczęli, głównie wśród arystokracji, pierwsi luteranie, wkrótce zaś po nich – kalwiniści. W pierwszej połowie XVII stulecia na Ukrainie pojawili się socynianie. XVII wiek przyniósł również rozprzestrzenienie się protestantyzmu z Wołynia, Podlasia, rejonu chołmskiego na nowe tereny, m.in. Podole, obwód kijowski i Zakarpacie.

## Baptyści

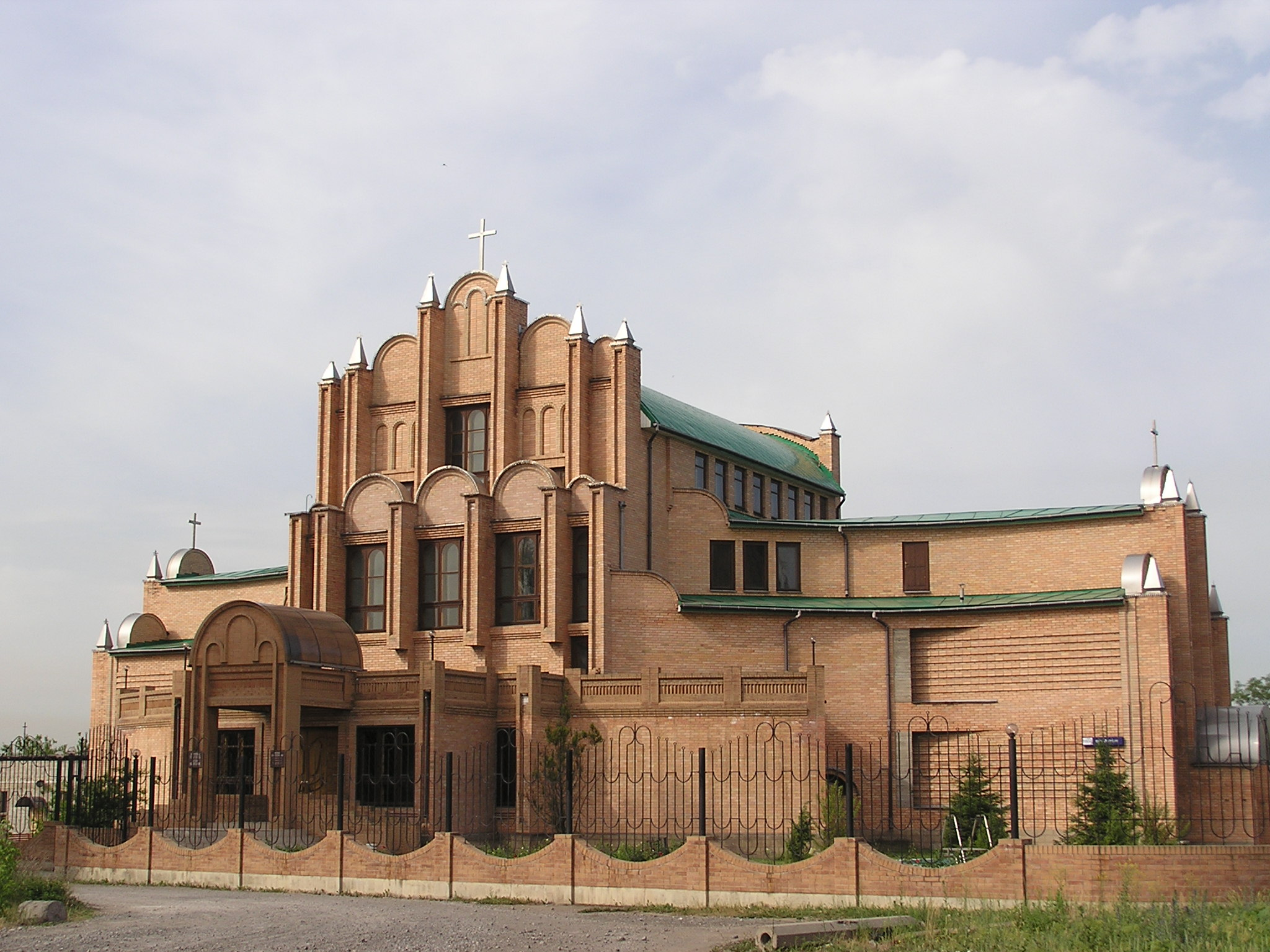
Kościół baptystów w Doniecku

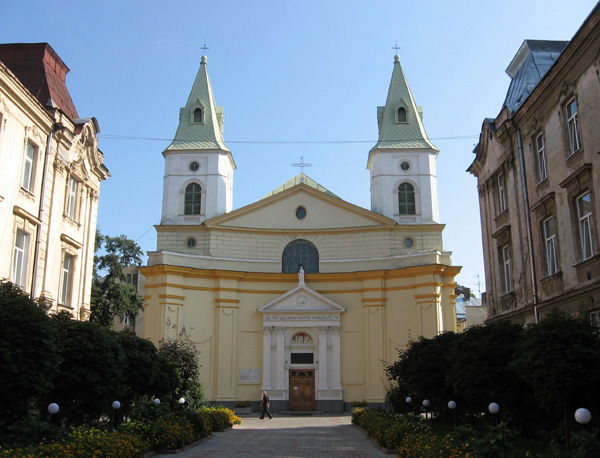
Centralny kościół baptystyczny we Lwowie

Kościół baptystyczny jest największym i jednym z najstarszych wyznań protestanckich na Ukrainie. Liczba wiernych wynosi w tym kraju 500 tysięcy. Ukraińscy baptyści należą do najbardziej aktywnych kościołów w swoich kraju, organizując wiele przedsięwzięć o charakterze religijnym i społecznym.

### Historia
Bezpośrednimi poprzednikami baptystów byli anabaptyści, którzy pojawili się na ziemiach ukraińskich w XVI wieku. Pierwszy na Ukrainie baptystyczny chrzest na wyznanie wiary udzielony został w 1864 r. w rzece Inguł na terenie obecnego obwodu kirowohradzkiego w niemieckiej osadzie. W 1867 r. powstał na tym obszarze pierwszy zbór baptystyczny. Od tego czasu baptyzm rozprzestrzenił się najpierw na południe Ukrainy, potem także na pozostałe ziemie ukraińskie. W 1907 r. zarejestrowano zbór w Kijowie, zaś rok później powstała pierwsza Wszechrosyjska Konwencja Baptystów. Wkrótce też w Katerynosławiu (ob.Dniepr) założono Wszechrosyjską Unię Baptystyczną. Pod koniec XIX wieku na terenie Ukrainy żyło od 100 do 300 tysięcy baptystów.
Od 1920 r. w Ukraińskiej Socjalistycznej Republice Radzieckiej zakazano działalności Kościoła baptystycznego. Ograniczona reaktywacja nastąpiła w czasie i po II wojnie światowej. W 1944 r. połączono Unię Baptystów z Unią Ewangelicznych Chrześcijan tworząc Kościół Ewangelicznych Chrześcijan Baptystów. Do nowo powstałej federacji wyznań ewangelicznych po krótkim czasie włączono także pozostałe pomniejsze wspólnoty baptystyczne i ewangeliczne. Podobną politykę stosowano w innych państwach bloku komunistycznego (np. zawiązany w Polsce Zjednoczony Kościół Ewangeliczny). Pod koniec lat 50. XX wieku 75% wszystkich wiernych Wszechsowieckiej Rady Kościoła Ewangelicznych Chrześcijan Baptystów żyło na Ukrainie. W latach 70. na ziemiach ukraińskich odnotowano potężne przebudzenie religijne, związane z wieloma nawróceniami na ewangeliczne chrześcijaństwo. Od tego czasu Kościół baptystyczny na Ukrainie należy do najszybciej rozwijających się i jest jedną z najbardziej aktywnych denominacji kraju.
W okresie po II wojnie światowej wielu baptystów i innych protestantów (m.in. zielonoświątkowców i adwentystów) było przymusowo wysyłanych na leczenie do szpitali psychiatrycznych. Odbywały się również liczne rozprawy sądowe, które najczęściej kończyły się osadzaniem ewangelicznych chrześcijan w więzieniach (m.in. za odmowę służby wojskowej). Protestanckim rodzicom zazwyczaj odbierano również prawo do opieki nad dziećmi.
Część baptystów w ostatniej dekadzie XX stulecia postanowiło wyjechać do Stanów Zjednoczonych i Kanady. Po upadku Związku Radzieckiego wyjazd do zachodnich krajów, a także współpraca z zachodnimi kościołami wzrosła. W chwili obecnej największe baptystyczne zbory ukraińskie w USA istnieją w Sacramento w stanie Kalifornia, w Filadelfii oraz w Pensylwanii. Wspólnoty te utrzymują kontakt ze zborami na Ukrainie i współpracują ze sobą w dziedzinie służby i ewangelizacji.

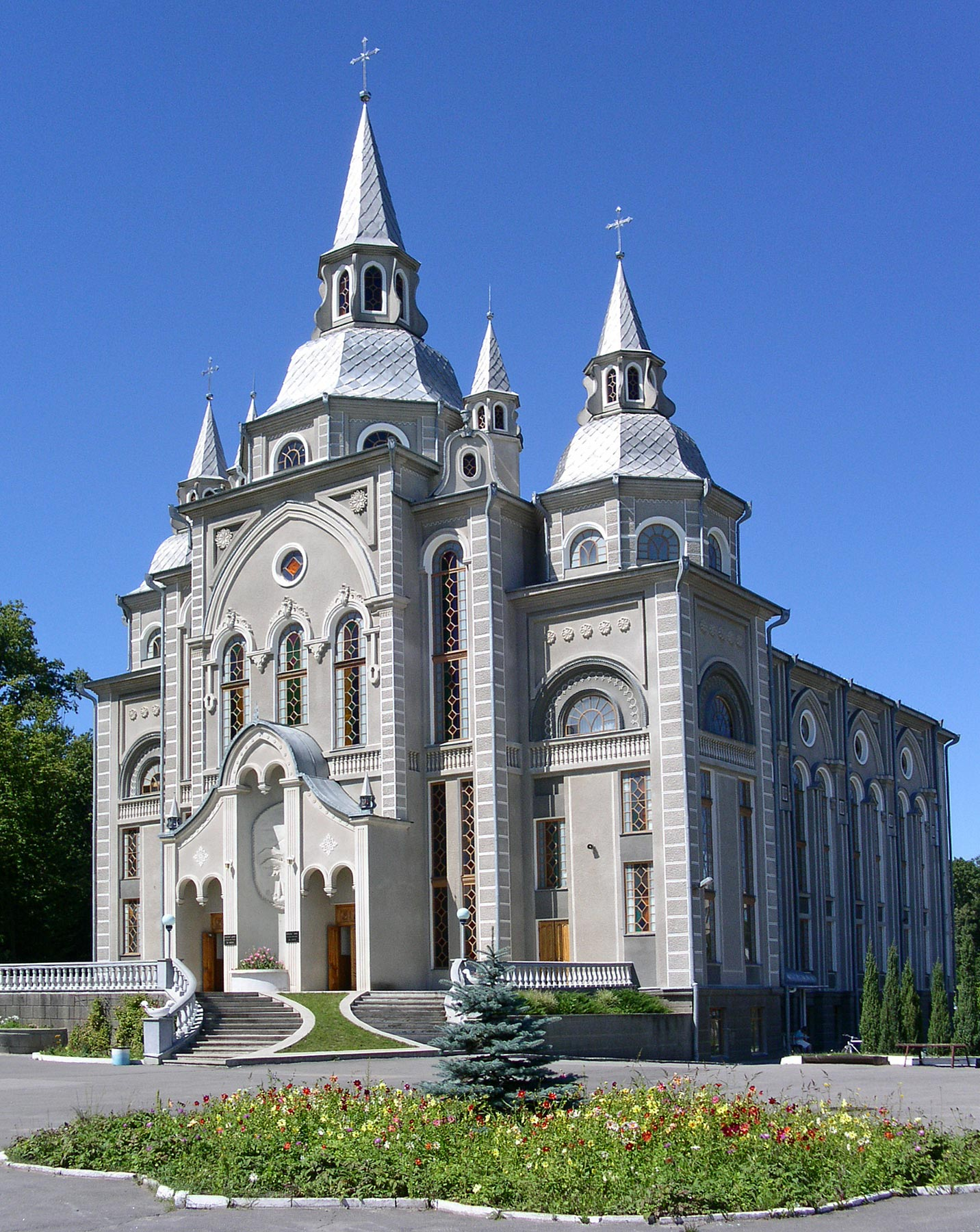
Pierwszy Kościół baptystów „Dom Ewangelii” w Winnicy

### Współczesność
Współcześnie baptyści na Ukrainie są zorganizowani i aktywni na polu zakładania kościołów i wspierania oświaty. Niemalże 90% wszystkich baptystów na Ukrainie zrzesza Wszechukraiński Związek Stowarzyszeń Ewangelicznych Chrześcijan Baptystów, powołany do życia decyzją XXII Konwencji Ewangelicznych Chrześcijan Baptystów na Ukrainie w 1994 r. Związek liczy 300 tysięcy wiernych, ponad 2800 zborów, zatrudniając 3160 pastorów. Jest aktywny w dziedzinie edukacji, posiadając 3 seminaria duchowne, 2 uniwersytety i 15 innych szkół wyższych. Ukraiński Kościół baptystyczny prowadzi działalność wydawniczą, posiada także rozbudowaną sieć mass-mediów.
Związek zarządzany jest przez Radę złożoną z prezbiterów okręgowych regionalnych stowarzyszeń. Na jej czele stoi Przewodniczący Rady Związku. W latach 1990–2006 był nim pastor Grigorij Komendant. Od maja 2006 na przewodniczącego wybrany został pastor Wiaczesław Nesteruk. Związek współpracuje z ukraińskimi baptystycznymi diasporami. Wszechukraiński Związek Stowarzyszeń Ewangelicznych Chrześcijan Baptystów jest członkiem Europejskiej Federacji Baptystycznej, Światowego Związku Baptystycznego oraz wewnątrzukraińskich porozumień między kościołami ewangelicznymi.
Szacuje się, że na Ukrainie żyje łącznie więcej baptystów, niż we wszystkich pozostałych krajach Wspólnoty Niepodległych Państw, włączając w to Rosję.
W lipcu 2007 r. ukraińscy baptyści zorganizowali pierwszy Międzynarodowy Festiwal Teatrów Chrześcijańskich, który odbył się w Równem.
Ukraiński Kościół baptystyczny przyciągnął wielu młodych ludzi. Ponad 20 tysięcy młodych osób studiuje na baptystycznych uniwersytetach. Spora część młodzieży zaangażowana jest w ewangelizację i inne służby. Rzecznik Międzynarodowego Departamentu Misji Południowej Konwencji Baptystów powiedział, iż „[na Ukrainie] młodzież będzie tym, czego Bóg użyć musi do ewangelizacji oraz kształcenia nowych liderów”.
Wszechukraiński Związek Stowarzyszeń Ewangelicznych Chrześcijan Baptystów publikuje magazyn chrześcijański pt. Strefa ewangeliczna, gazetę pt. Zmartwychwstanie oraz czasopismo dla głuchych i niemych pt. Głos na pustyni.

### Obecne prześladowania
W czasie reżimu komunistycznego działalność Kościoła baptystycznego na Ukrainie była zakazana. Zgodnie z Konstytucją Ukrainy z 1996 r. obywatele mają zagwarantowaną wolność do wyznania i praktykowania religii. Mimo to, mniejszościowy i nietradycyjny Kościół baptystyczny jest obiektem prześladowań i dyskryminacji, włączając w to aresztowania. Choć oficjalnie rząd Ukrainy umożliwia budowanie domów modlitwy, baptyści spotykają się z trudnościami ze strony władz lokalnych w Kijowie i innych dużych miastach, z chwilą złożenia wniosków o pozwolenie na budowę domów zborowych. Baptyści są także prześladowani przez Ukraiński Kościół Prawosławny Patriarchatu Moskiewskiego. Kościół ten określa baptystów jako „sekciarzy” zarówno w wypowiedziach, jak i publikacjach. Prawosławni krytykują także zaangażowanie baptystów wraz z innymi kościołami nieprawosławnymi w działalność na rzecz obrony praw człowieka i dialogu międzychrześcijańskiego, co Kościół prawosławny określił jako „Front Przeciwko Prawosławiu”.

### Ciekawostki
- Ołeksandr Turczynow – znany ukraiński polityk, wicepremier Ukrainy oraz druga osoba w Bloku Julii Tymoszenko jest pastorem baptystycznym.
- W 1993 r. na Ukrainie zawiązał się niezależny Koreański Kościół Baptystyczny. Działa on wśród koreańskiej diaspory baptystycznej żyjącej na ziemiach ukraińskich. Pastorzy wspólnoty to najczęściej Amerykanie o korzeniach koreańskich[21].

## Zielonoświątkowcy
Zielonoświątkowcy są najliczniejszą tradycją protestancką na Ukrainie pod względem liczby wiernych. Szacuje się, że w kraju tym żyje ok. 400 tysięcy zielonoświątkowców zrzeszonych zarówno we Wszechukraińskim Związku Chrześcijan Wiary Ewangelicznej – Zielonoświątkowców, jak również w niezależnych zborach charyzmatycznych.

### Historia
Przebudzenie zielonoświątkowe dotarło na ziemie ukraińskie na początku XX stulecia. Na terenach ukraińskich już od końca XVI wieku pojawiały się grupy o częściowo zbieżnych postulatach, jak duchoborcy czy mołokanie. Pentekostalizm dotarł na tereny obecnej Ukrainy wraz z ukraińskimi emigrantami, którzy powracali ze Stanów Zjednoczonych. Zorganizowali oni w 1920 r. na Wołyniu pierwszy zbór zielonoświątkowy. W 1924 r. miała miejsce pierwsza Konwencja Chrześcijan Świętej Pięćdziesiątnicy, która odbyła się w Krzemieńczuku. Podczas konwencji powołano do życia związek zrzeszający ukraińskie wspólnoty zielonoświątkowe.
Drugim skrzydłem rozwoju ruchu zielonoświątkowego na Ukrainie była działalność misjonarza – Iwana Woronajewa. Założone przez niego wspólnoty znane są jako pięćdziesiątnicy. Pierwszy zbór na Ukrainie, który powstał w wyniku pracy Woronajewa, został zorganizowany w 1920 r. w Odessie.
W okresie sowieckiego reżimu, wielu zielonoświątkowych pastorów i liderów było prześladowanych przez władzę. Spędzili oni wiele lat w więzieniach i obozach koncentracyjnych. Również szeregowi członkowie byli skazywani na pozbawienie wolności. Wymiar kary obejmował zwykle 20-25 lat więzienia. Wielu zielonoświątkowców zginęło w więzieniach, w tym sam Iwan Woronajew.
W 1944 r. stworzono federację o nazwie Kościół Ewangelicznych Chrześcijan Baptystów, do której, na skutek presji władz, przystąpiły pozostałe ugrupowania ewangeliczne, w tym zielonoświątkowcy. Sytuacja ta trwała do 1990 r.

### Współczesność
Wszechukraiński Związek Chrześcijan Wiary Ewangelicznej – Zielonoświątkowców został reaktywowany po latach prześladowań i niesamodzielności w 1990 r. Dokonał on inkorporacji wszystkich zborów zielonoświątkowych należących do federacji Kościoła Ewangelicznych Chrześcijan Baptystów, a także przyjął niezależne zbory i misje zielonoświątkowe działające dotychczas w podziemiu. Obecnie na Ukrainie żyje 400 tysięcy zielonoświątkowych chrześcijan.
Związek publikuje trzy oficjalne magazyny: Zwiastun Dobrej Nowiny, Głos Ewangeliczny oraz Ewangelista. Oprócz tego poszczególne zbory wydają własne periodyki. Zielonoświątkowcy na Ukrainie są też znani z prowadzenia własnych stacji radiowych i programów telewizyjnych.
Inne formy działalności obejmują m.in. prowadzenie ośrodków misyjnych, z czego największe to: Głos Nadziei w Łucku, Możliwość w Mariupolu oraz Dobry Samarytanin w Równem.
Zielonoświątkowcy posiadają na Ukrainie blisko 20 seminariów biblijnych, instytutów oraz szkół.

## Adwentyści

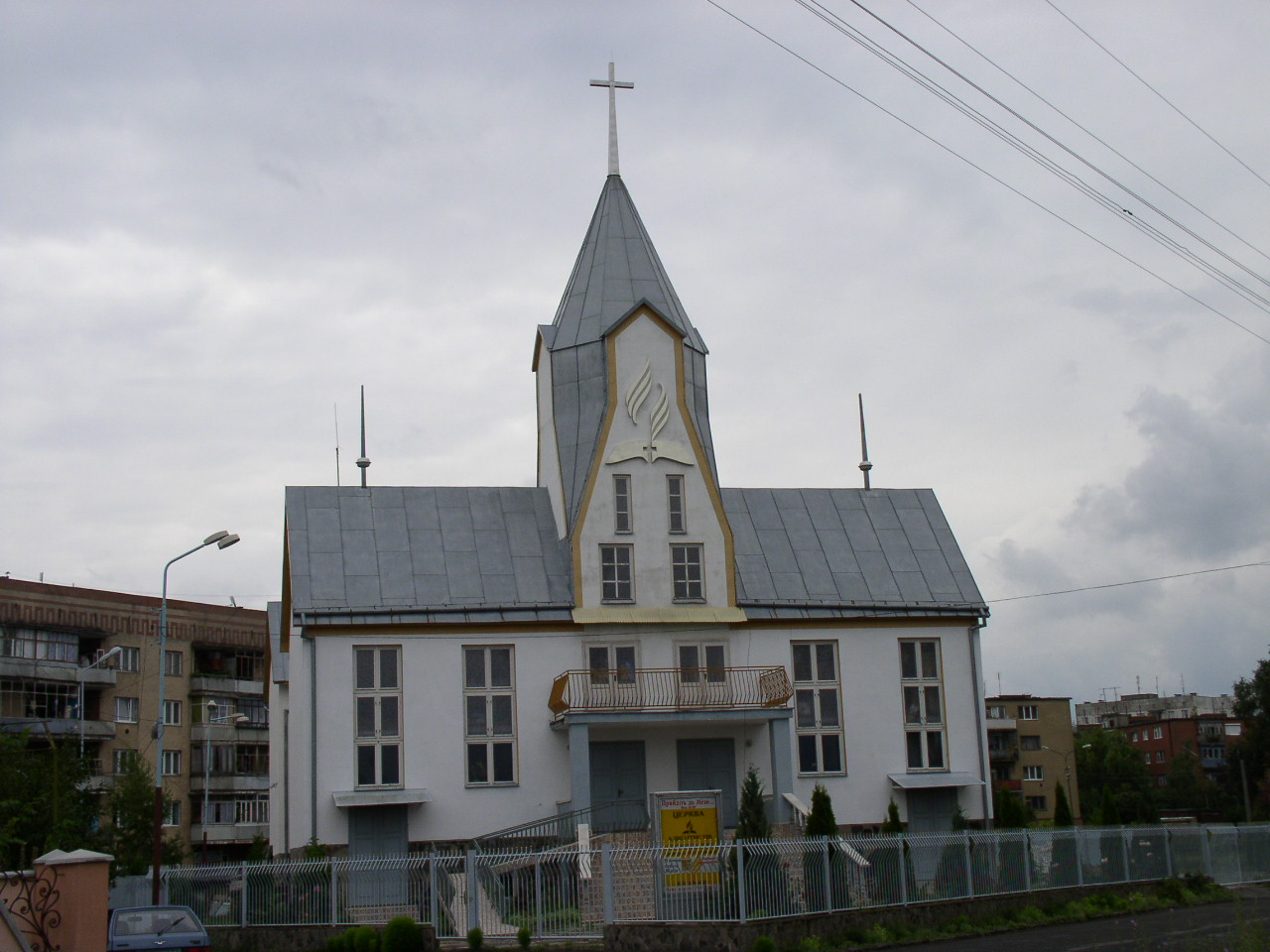
Kościół Adwentystów Dnia Siódmego w Mukaczewie

Adwentystyczną tradycję protestantyzmu reprezentują na Ukrainie cztery zasadnicze związki wyznaniowe – trzy święcące sobotę: Kościół Adwentystów Dnia Siódmego, adwentyści reformowani i Kościół Boży Dnia Siódmego oraz jeden święcący niedzielę: Kościół Chrześcijan Adwentystów. Największą wspólnotą jest Kościół Adwentystów Dnia Siódmego.

### Historia
Pierwsi adwentyści dnia siódmego pojawili się na terenie obecnego państwa Ukraina w okolicach Czerniowców. W 1876 r. mała grupa wiernych pojawiła się także w Równem. Pierwszy adwentystyczny zbór zawiązał się w konsekwencji pojawienia się sporej grupy zainteresowanych i nawróconych na adwentyzm Ukraińców. W latach 80. XIX wieku grupa niemieckiej społeczności adwentystów pojawiła się na Krymie. Zostali oni ochrzczeni w 1886 r. przez pastora Lui Konrada. Sam pastor Konrad objął w 1898 r. stanowisko przewodniczącego Wydziału Europejskiego Kościoła Adwentystów Dnia Siódmego. Adwentyści zostali oficjalnie uznani przez Imperium Rosyjskie w 1906 r. Jednak już w 1931 r. reżim sowiecki rozwiązał i zdelegalizował ukraiński Kościół adwentystyczny. Podobnie, jak w przypadku innych wyznań protestanckich, adwentyści byli obiektem prześladowań ze strony komunistycznej władzy. Ukraiński pastor adwentystów reformowanych, Władimir Szołkow, spędził większość swego życia więziony za wiarę (od 1931 r. do 1980 r.). Zginął w obozie w Jakucji. Był on liderem wolnego od wpływów władzy Kościoła Prawdziwych i Wolnych Adwentystów Dnia Siódmego, którego resztki istnieją do dziś, głosząc konieczność doświadczania prześladowań, aby być zbawionym.

### Współczesność

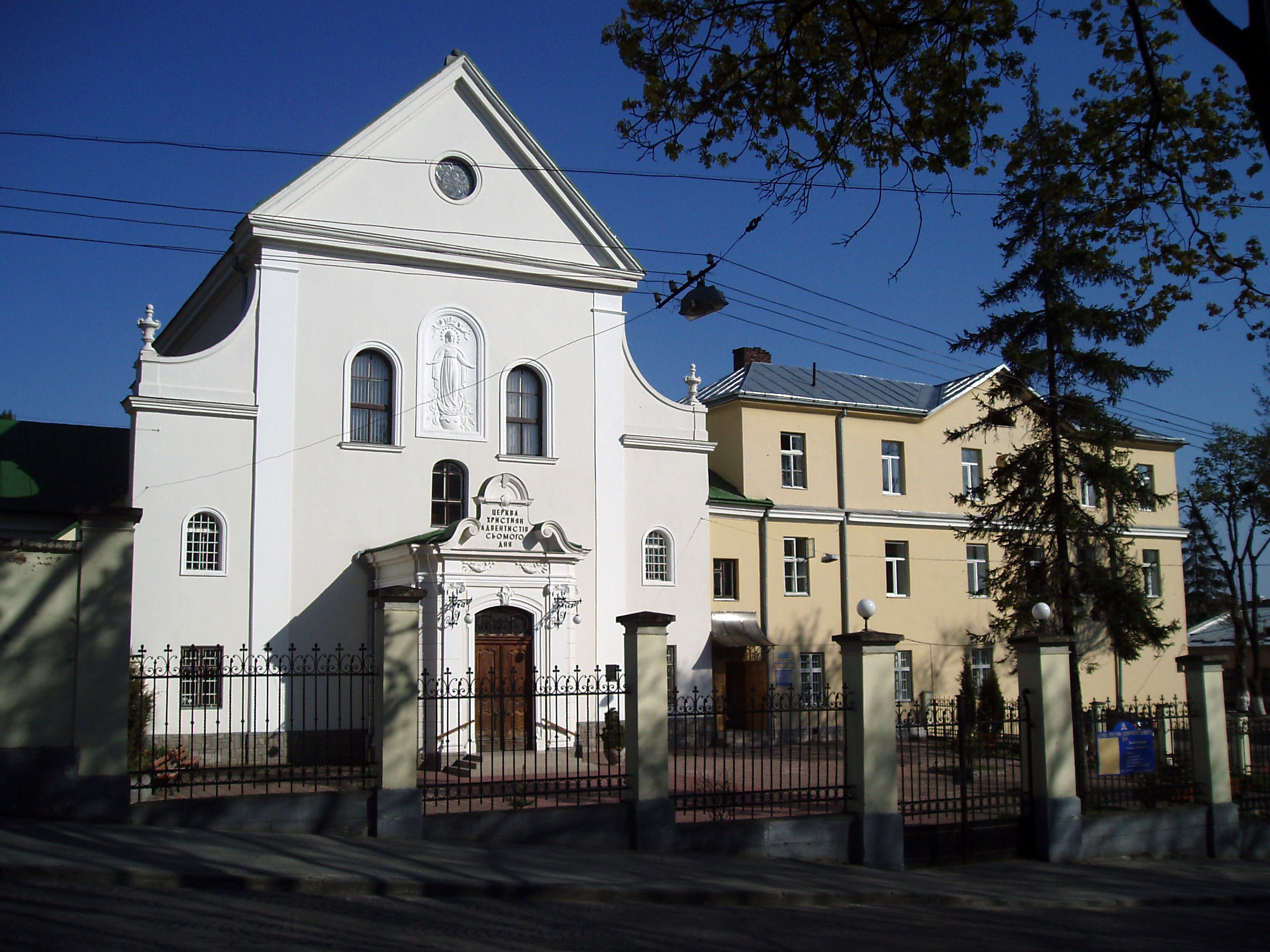
Kościół Adwentystów Dnia Siódmego we Lwowie

Działalność Kościoła Adwentystów Dnia Siódmego począwszy od końca lat 80. XX stulecia jest na Ukrainie legalna. Obecnie żyje na Ukrainie około 100 tysięcy adwentystów. Administracyjnie ukraiński Kościół adwentystyczny (stanowiący osobną unię) podzielony jest na osiem diecezji. Od 1998 r. przewodniczącym Unii Ukraińskiej Kościoła jest pastor Wołodymir Krupski.
Kościół adwentystyczny prowadzi działalność na polu religijnym i społecznym. Ukraińscy adwentyści posiadają własne seminarium duchowne w Kijowie. Szczególnie aktywni są na polu wydawniczym. Publikują dwa czasopisma i cztery magazyny ogólnokrajowe, w tym magazyn Znaki Czasu w największym nakładzie.
Wyjątkową uwagę Kościół adwentystyczny przywiązuje do promocji zdrowia. Prowadzi własne programy medyczne i profilaktyczne. Organizuje kampanie antynarkotykowe, programy odwykowe i akcje promocyjne zdrowego stylu życia. Ukraiński Kościół przeznacza również spore nakłady finansowe na wsparcie ogólnoświatowej sieci adwentystycznych szpitali, klinik, uniwersytetów, sanatoriów itp. Pracowników służby zdrowia (lekarzy, pielęgniarki) wyznania adwentystycznego zrzesza Adwentystyczne Stowarzyszenie Medyków na Ukrainie, którego członkami jest blisko 700 wykwalifikowanych medyków. Ukraińscy adwentyści posiadają własne Centrum Medyczne w Kijowie z oddziałami w Połtawie, Kowlu i Lwowie, a także sanatorium w Mikołajowie.
Adwentystyczna Organizacja Pomocy i Rozwoju (ADRA) posiada swoje oddziały na Ukrainie od 1985 r. Jest aktywna na polu charytatywnym i humanitarnym, angażuje się w działalność społeczną, pomaga ofiarom klęsk żywiołowych. Wraz z innymi organizacjami o podobnym charakterze pomagała podczas katastrofy nuklearnej w Czarnobylu.

### Adwentyści reformowani
Adwentyści reformowani pojawili się na Ukrainie w latach 20. XX wieku. Na tle innych adwentystów charakteryzowała ich konsekwentna postawa pacyfistyczna, w tym stanowcza odmowa służenia w armii. Za swoje przekonania adwentyści reformowani byli prześladowani przez cały okres reżimu komunistycznego. W sowieckiej Ukrainie prowadzili działalność podziemną. Obecnie są zarejestrowanym związkiem wyznaniowym.

## Ambasada Boża
Najbardziej znanym Kościołem charyzmatycznym na Ukrainie jest megakościół Ambasada Błogosławionego Królestwa Bożego dla Wszystkich Narodów, z siedzibą w Kijowie. Założony przez nigeryjskiego pastora Sundaya Adelaję niezależny kościół ma w Kijowie 25 tysięcy wiernych i jest największym kościołem charyzmatycznym w całej Europie. Jego członkami jest wielu ukraińskich polityków i działaczy, m.in. Leonid Czernowecki – mer Kijowa. Działalność Ambasady Bożej stanowi integralną część lokalnego życia społecznego i religijnego. Kościół znany jest z szerokiej działalności, organizacji marszów, nabożeństw, uwielbień, imprez, koncertów i działalności charytatywno-społecznej.

## Luteranie

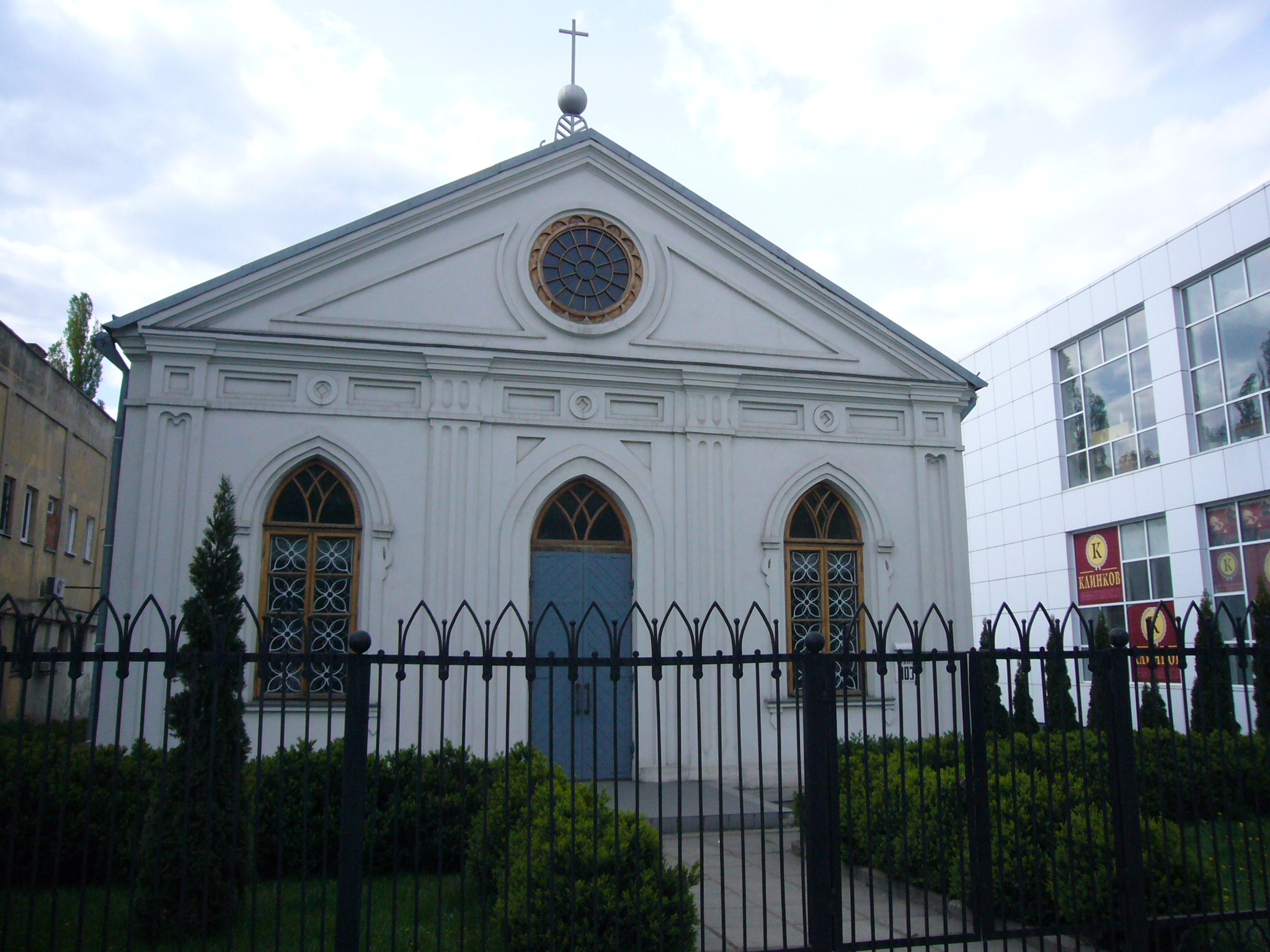
Kościół luterański w Dnieprze

Na Ukrainie istnieją obecnie dwie ewangelickie denominacje wyznania augsburskiego: rodzimy Ukraiński Kościół Luterański, stosujący luterański ryt bizantyjski i odwołujący się do chrześcijaństwa wschodniego oraz Niemiecki Kościół Luterański na Ukrainie, którego członkami są przede wszystkim potomkowie niemieckich imigrantów (zob. niemieccy luteranie).

### Historia
Luteranizm pojawił się na terenie obecnej Ukrainy w połowie XVI stulecia. Wówczas to pojawili się luteranie na Wołyniu, Podolu, Pobużu i Kijowie. Część szlachty (ród Radziwiłłów) była wyznania augsburskiego. Napływ ludności niemieckiej na Ukrainę w XIX wieku spowodował dramatyczny wzrost wiernych Kościoła luterańskiego na tym obszarze, co nie miało jednak żadnego znaczącego wpływu na lokalne grupy etniczne. Dziewiętnastowieczny Kościół luterański na Ukrainie podlegał pod konsystorz w Petersburgu, który posiada dokumenty narodzin, ślubów i śmierci, począwszy od 1835 r.
Ukraiński Kościół Luterański założony został w 1926 r. jako Ukraiński Kościół Ewangelicki Wyznania Augsburskiego. Jakkolwiek bizantyjsko-ukraiński ryt luteranizmu sięga swymi korzeniami do XVII wieku, oficjalnie jednak pierwsza luterańska księga liturgiczna rytu bizantyjskiego została opublikowana dopiero w 1933 r. Przed II wojną światową Kościół aktywnie działał na Ukrainie, posiadając 25 zborów i placówki misyjne. W tym okresie posiadał własne seminarium duchowne i dom wydawniczy w Stanisławowie (obecnie: Iwano-Frankowsk). Publikował trzy czasopisma: Sztandar, Zrozum i Nowy Świat.
W czasie reżimu komunistycznego Ukraiński Kościół Luterański był obiektem prześladowań ze strony władz. Mienie kościelne zostało skonfiskowane. Wyznawcy i pastorzy byli więzieni lub zmuszani do emigracji. Ostatecznie Kościół został całkowicie zniszczony przez KGB w 1939 r.
Prześladowania dotknęły nie tylko Ukraiński Kościół Luterański, ale też Niemiecki Kościół Luterański na Ukrainie. Reżim stalinowski doprowadził do jego prześladowań i zamknięciu centrum duszpasterstwa w Odessie. Ponownego jego otwarcia Niemiecki Kościół Luterański dokonał w 2002 r. Tego samego dnia poświęcono ponownie miejscowy kościół.

### Współczesność
Po uzyskaniu niepodległości przez Ukrainę w 1991 r. Ukraiński Kościół Luterański oficjalnie reaktywował swoją działalność. Otworzono zbory w Kijowie, Tarnopolu, Krzemieńcu, Zaporożu, Sewastopolu, Symferopolu i innych miejscowościach. W 2007 r. Ukraiński Kościół Luterański posiadał 25 zborów i 11 placówek misyjnych na obszarze całego kraju. Liczba wiernych wynosiła 2,5 tysiąca. Zborom usługiwało 22 pastorów narodowości ukraińskiej oraz 2 misjonarzy ze Stanów Zjednoczonych. Kościół ma charakter konserwatywny, opiera się na historycznych księgach symbolicznych luteranizmu z XVI wieku. Jest członkiem ogólnoświatowego porozumienia konserwatywnych luteran – Wyznającej Konferencji Ewangelicko-Luterańskiej.
Niemiecki Kościół Ewangelicko-Luterański Ukrainy działa przede wszystkim w okolicach Kijowa i Odessy.

## Kalwiniści
Ukraińskich kalwinistów zrzesza Zakarpacki Kościół Reformowany. Podstawy teologiczne Kościoła wyrażają pisma i dokumenty reformatorów Huldrycha Zwingliego i Jana Kalwina z lat 20. i 30. XVI wieku. W roku 2007 Kościół posiadał 205 zborów i 55 pastorów. Zakarpacki Kościół Reformowany jest jedynym kościołem protestanckim działającym na Ukrainie wyznania kalwińskiego. Działa on przede wszystkim na regionie Zakarpacia. Centrala Kościoła znajduje się w Berehowem.
Zakarpacki Kościół Reformowany uważany jest za najstarszą konfesję protestancką na ziemiach ukraińskich. Pierwsza grupa kalwinistów dotarła na obszar Zakarpacia już w latach 30. XVI stulecia. Organizacyjnie Kościół podzielony jest na trzy okręgi. Biskupi i członkowie synodu wybierani są na czteroletnie kadencje. Kościół założył trzy profilowane szkoły średnie z przedmiotami teologicznymi, prowadzi 80 szkół niedzielnych i organizację charytatywną. Oficjalnym organem Kościoła jest kwartalnik Misja. Pastorzy kształceni są na uczelniach teologicznych na Węgrzech, w Rumunii i Słowacji. Od stycznia 2007 r. przewodniczącym Kościoła jest bp Zan Fabian Aleksandr. Zakarpacki Kościół Reformowany jest członkiem Światowego Aliansu Kościołów Reformowanych.
Wiele kalwińskich kościołów i kaplic na Ukrainie jest dobrze znanymi zabytkami regionu Zakarpacia. Wśród zakarpackich atrakcji turystycznych wymienia się reformowane domy modlitwy: kamienny kościół gotycki w Muzhiewie, kościół gotycki w Czetfolwie (z XV wieku), kościół barokowy w Czetfolwie i kościół gotycki w Nowosielicy.
Pastorzy i wierni Zakarpackiego Kościoła Reformowanego byli prześladowani przez reżim komunistyczny w sowieckiej Ukrainie. Wielu ukraińskich kalwinistów zostało zesłanych na Syberię do pracy przymusowej w gułagach. Według niektórych szacunków, blisko 40 tysięcy osób z Zakarpacia zginęło w latach 1944 (najazd wojsk radzieckich)–1956 r.

## Mennonici
Pierwsze osady mennonickie pojawiły się na obecnych ziemiach ukraińskich (wówczas południowo-zachodniej części Imperium Rosyjskiego) w 1789 r. Koloniści pochodzili od holenderskich i pruskich anabaptystów. Najwcześniejsze osady powstały w Chortyzji nad Dnieprem i Mołocznie (obecnie: Mołoczańsk) w 1803 r. W 1802 r. niektóre społeczności mennonitów z Europy Środkowej przybyły na Wołyń. Grupa mennonitów szwajcarskich zwanych amiszami, pochodzących z Galicji osiedliła się w okolicy Dubna w 1815 r. Inni galicyjscy mennonici żyli niedaleko Lemberga (Lwowa).
Po ogłoszeniu przez rząd rosyjski planu rusyfikacji, który cofnąłby wszystkie szczególne przywileje sprzed 1880 r., mennonici szczególnie zaniepokojeni byli możliwością utraty prawa do zwolnienia od służby wojskowej oraz prawa do wychowania i kształcenia w języku niemieckim co, jak wierzyli, było konstytutywne dla zachowania ich religijnej i kulturalnej tożsamości. W latach 1874–1880 spośród blisko 45 tysięcy mennonitów żyjących w południowej Rosji, 10 tysięcy przeniosło się do Stanów Zjednoczonych, zaś 8 tysięcy do Manitoby.
W okresie sowieckiej Ukrainy mennonici byli prześladowani przez władze komunistyczne, zsyłani na tułaczkę, więzieni i mordowani jako „wrogowie ludu”. Traktowani byli tak samo, jak kułacy. Wielu z nich umarło na skutek głodu i chorób. Blisko 9 tysięcy mennonickich mężczyzn zostało aresztowanych podczas wielkiego terroru, który rozpoczął się jesienią 1936 r. i trwał do 1938 r.
Po upadku Ukraińskiej Socjalistycznej Republiki Radzieckiej mennonici oficjalnie reaktywowali swoją działalność na Ukrainie. Obecnie ukraińscy mennonici są przedstawicielami różnych zawodów. Są wśród nich zarówno przedsiębiorcy, naukowcy, specjaliści w zakresie turystyki, jak też działacze społeczni i kaznodzieje.

## Dzieje niemieckich protestantów na Ukrainie

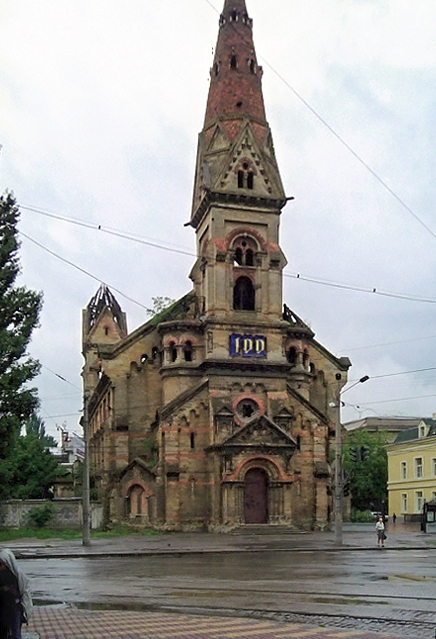
Kościół luterański św. Pawła w Odessie

### Niemieccy luteranie
W XVIII i XIX wieku na Ukrainie pojawili się niemieccy imigranci. Większość z nich była albo wyznania ewangelicko-augsburskiego, albo mennonickiego (anabaptyści). Rosyjskie władze imperialne zapewniły imigrantom, w przeciwieństwie do ludności rodzimej, wolność religijną i prawo do własnego wyznania. Na początku XX wieku około 90% spośród 200 tysięcy Niemców zamieszkujących Wołyń była wyznania luterańskiego. Podczas I i II wojny światowej nastąpiła fala emigracji niemieckich luteran, choć do chwili obecnej przetrwało kilka ośrodków, głównie w okolicach Kijowa oraz Odessy.

### Sztundyści
W połowie XIX wieku na Ukrainie pojawili się sztundyści – ewangeliczna wspólnota niemieckiego pochodzenia o korzeniach pietystycznych. Ruch ten rozwinął się w szczególności wokół niemieckich wiosek w Besarabii i okolicach Jekaterynosławia. W latach 60. XIX wieku, na skutek liberalnych reform cara Aleksandra II Romanowa, protestantyzm zaczął się szybko rozwijać, zaś sztundystami zostało wielu Ukraińców. Pod koniec stulecia, na skutek masowych nawróceń wyznawców prawosławia na protestantyzm (głównie sztundyzm), władze carskie ograniczyły działalność protestantów, zakazując organizowania nabożeństw modlitewnych oraz innej działalności misyjnej.